# Schatten eines heißen Sommers
Schatten eines heißen Sommers (Originaltitel: Stíny horkého léta) ist 1978 erschienenes tschechoslowakisches Filmdrama von František Vláčil, das die beherzte Aktion eines Einzelnen zeigt, der wegen vorherrschender Gewalt und Grausamkeit versucht seine Lieben zu retten.

## Handlung
Der junge Bauer Ondřej Baran lebt mit seiner jungen Familie in einer Bergeinsiedlerei in den Beskiden. Es besuchen sie im Sommer 1947 ungebetene Gäste. Es sind fünf fliehende ukrainische Soldaten. Einer ist verletzt und benötigt ärztliche Behandlung. Baran fürchtet sich etwas gegen die Fremden zu tun, weil sie sowohl sein Leben, als auch das seiner Frau und Kinder bedrohen.

## Auszeichnungen
Der Film gewann 1978 den Preis als bester Film beim Internationalen Filmfestival Karlovy Vary. Im gleichen Jahr gewann der Film außerdem den Hauptpreis beim Festival českých a slovenských filmů in České Budějovice, ebenso beim Filmový festival pracujících, darüber hinaus auch den Hauptpreis beim FF mladých in Banská Bystrica. Des Weiteren gewann der Film den Preis der tschechoslowakischen Filmkritik für das Jahr 1977.